# غامزيغراد
«غامزيغراد» أو «جامزيجراد» بالحروف اللاتينية Gamzigrad تنطق [ɡǎmziɡraːd)، هو موقع أثري ومنتجع سياحي، وأحد أهم المواقع العالمية في أوروبا الوسطى وجنوب أوروبا، المسجلة ضمن قائمة اليونسكو للتراث العالمي المتواجدة في جمهورية صربيا، يحده نهر الدانوب، ويقع بالقرب من مدينة زاجيكار.
الموقع ذي أهمية ثقافية وتاريخية وسياحية مهمة، تقدر مساحته بحوالي 10 فدان أي ما يناهز (40,000 متر مربع). يقع في الجزء الشرقي من صربيا، إلى الجنوب من نهر الدانوب، بالقرب من مدينة زاييتشار. وهو عبارة عن مجمع روماني قديم يتألف من قصور ومعابد وحمامات وتحصينات بناها الإمبراطور غاليريوس. في آواخر القرن 3 وأوائل القرن 4 ميلادي، كانت تعرف باسمها القديم «فيلكس روماليانا».

## معطيات عن تصنيف الموقع في منظمة اليونيسكو
| الصورة                           | الموقع والإحداثيات                  | معيار الاختيار | الرقم | سنة التسجيل |
| -------------------------------- | ----------------------------------- | -------------- | ----- | ----------- |
|                                  | 43°55′N 22°18′W / 43.917°N 22.300°W | ثقافي          | 1253  | 2007        |
| المصدر الرسمي من منظمة اليونيسكو |                                     |                |       |             |

## السياحة الثقافية
قررت لجنة التراث العالمي وضع موقع «جامزيغراد» ضمن قائمة التراث العالمي لمظمة اليونيسكو، وذلك خلال الدورة الحادية والثلاثين للجنة اليونسكو للتراث العالمي، التي انعقدت في كرايستشيرش بنيوزيلندا، من 23 يونيو إلى الثاني من يوليو سنة 2007.
اسمها القديم «فيليكس روموليانا» هو موقع أثري تاريخي ذي أهمية استثنائية، يعتبر حاليا محطة سياحية مهمة في صنف السياحة الثقافية، على درب الباحثين في التاريخ القديم، وحقبة الإمبراطورية الرومانية، حيث ارتبطت المدينة بأكثر من 17 من أباطرة الإمبراطورية الرومانية، الذين ولدوا في أراضي صربيا.

## معرض صور

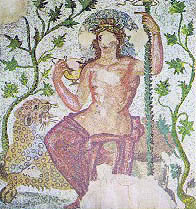
صورة لديونيسوس مركبة من الفسيفساء.
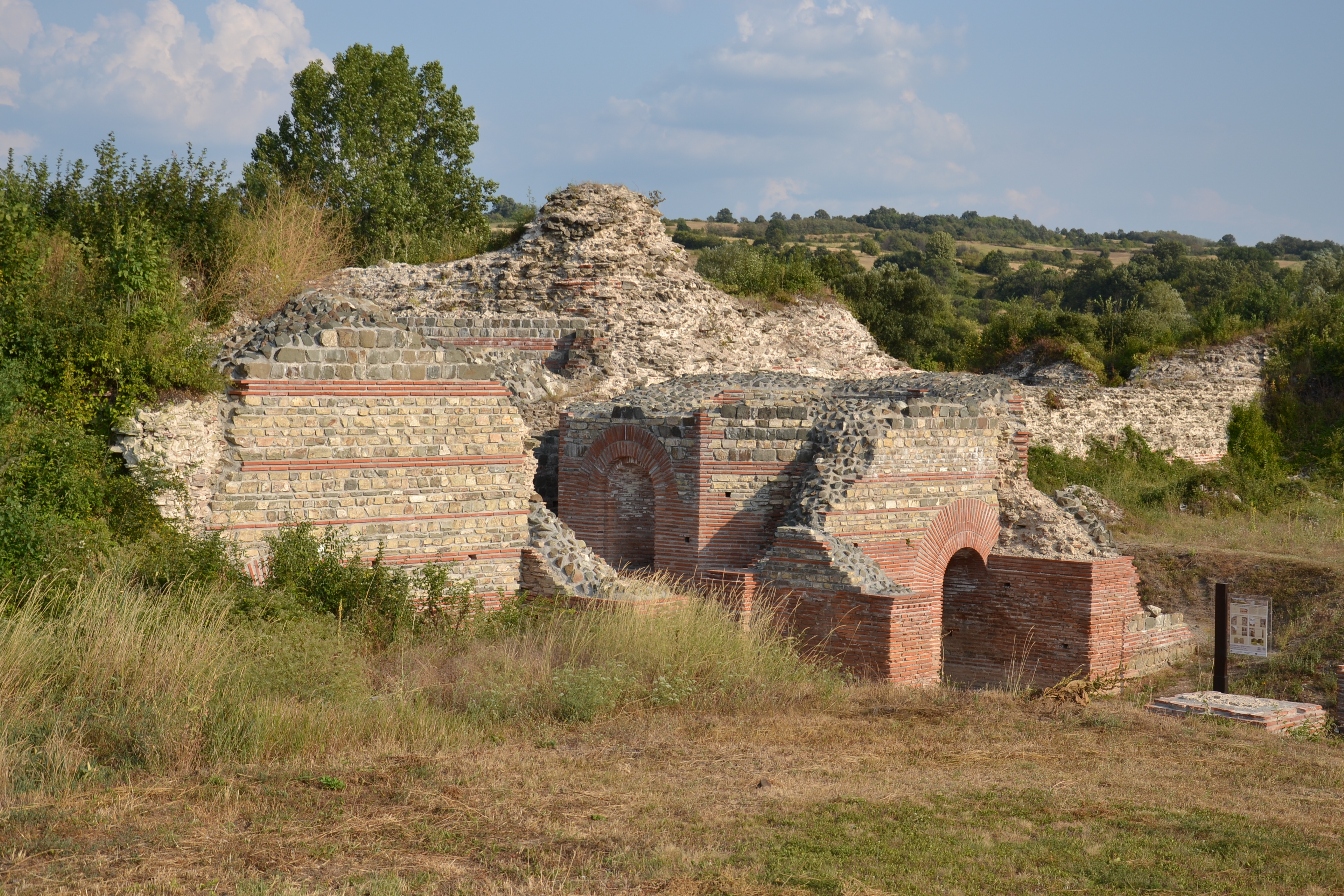
صورة الأطلال من البوابة الشرقية للموقع.
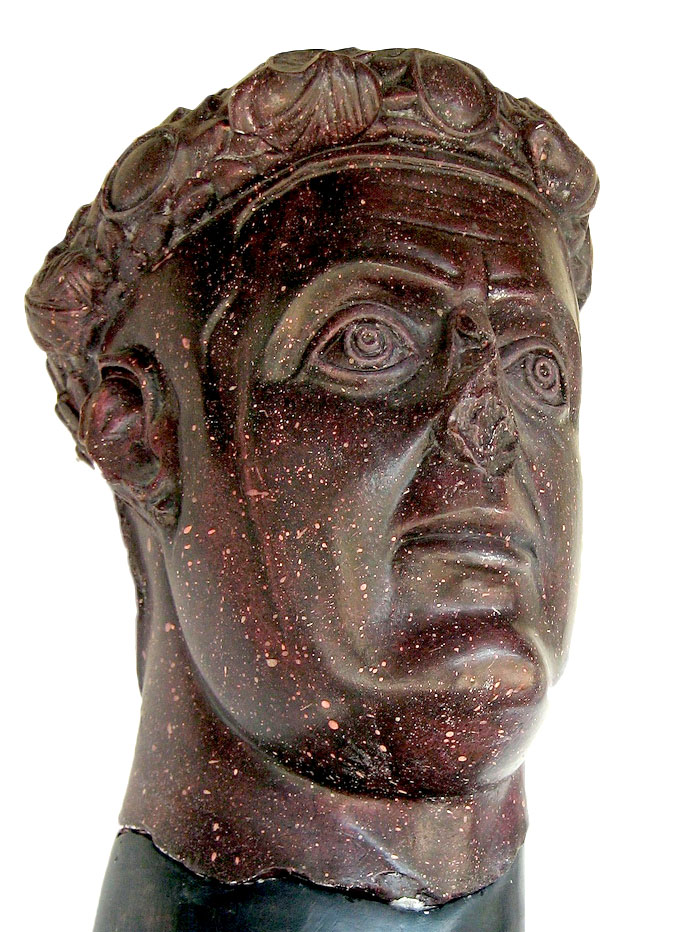
تمثال غاليريوس وجد في المنطقة.
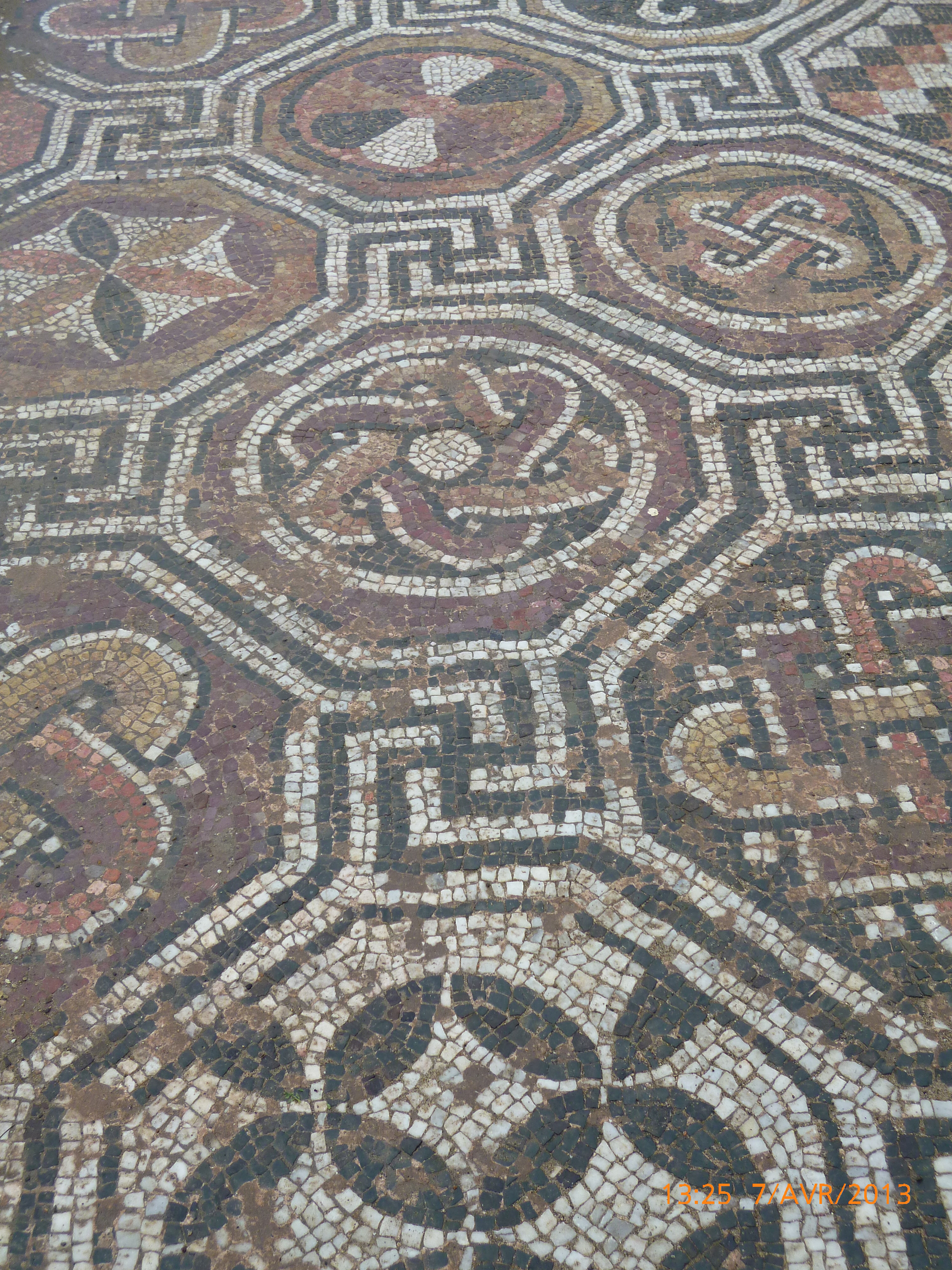
عينة من فسيفساء متواجدة في الموقع الأثري.

## أعلام
- غاليريوس